# 奧尻郡
奧尻郡（日语：／ Okushiri gun */?）為日本北海道檜山振興局的郡，位於檜山振興局西部外海的奧尻島。郡名源自阿伊努語的「i-kus-ta-mosir」或「i-kus-un-sir」，意思是對面的島嶼。

## 轄區
轄區包含1町：
- 奧尻町

## 沿革

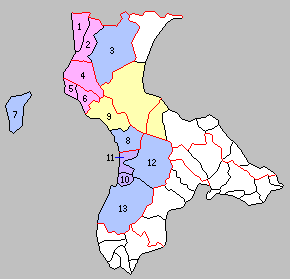
北海道一・二級町村制施行時奥尻郡下辖町村（7.奥尻村）

- 1869年8月15日：北海道設置11國86郡，後志國奧尻郡成立。
- 1897年11月：北海道實施支廳制，此時奧尻郡下轄鈴懸村、赤石村、青苗村、藥師村。[2]（4村）
- 1906年4月1日：鈴懸村、赤石村、青苗村、藥師村合併為奧尻村，並成為北海道二級村。[3]（1村）
- 1943年6月1日：北海道一級二級町村制廢止，奧尻村改為內務省指定村。
- 1946年10月5日：指定町村制廢止。
- 1966年1月1日：奧尻村改制為奧尻町。（1町）